# Monsignore

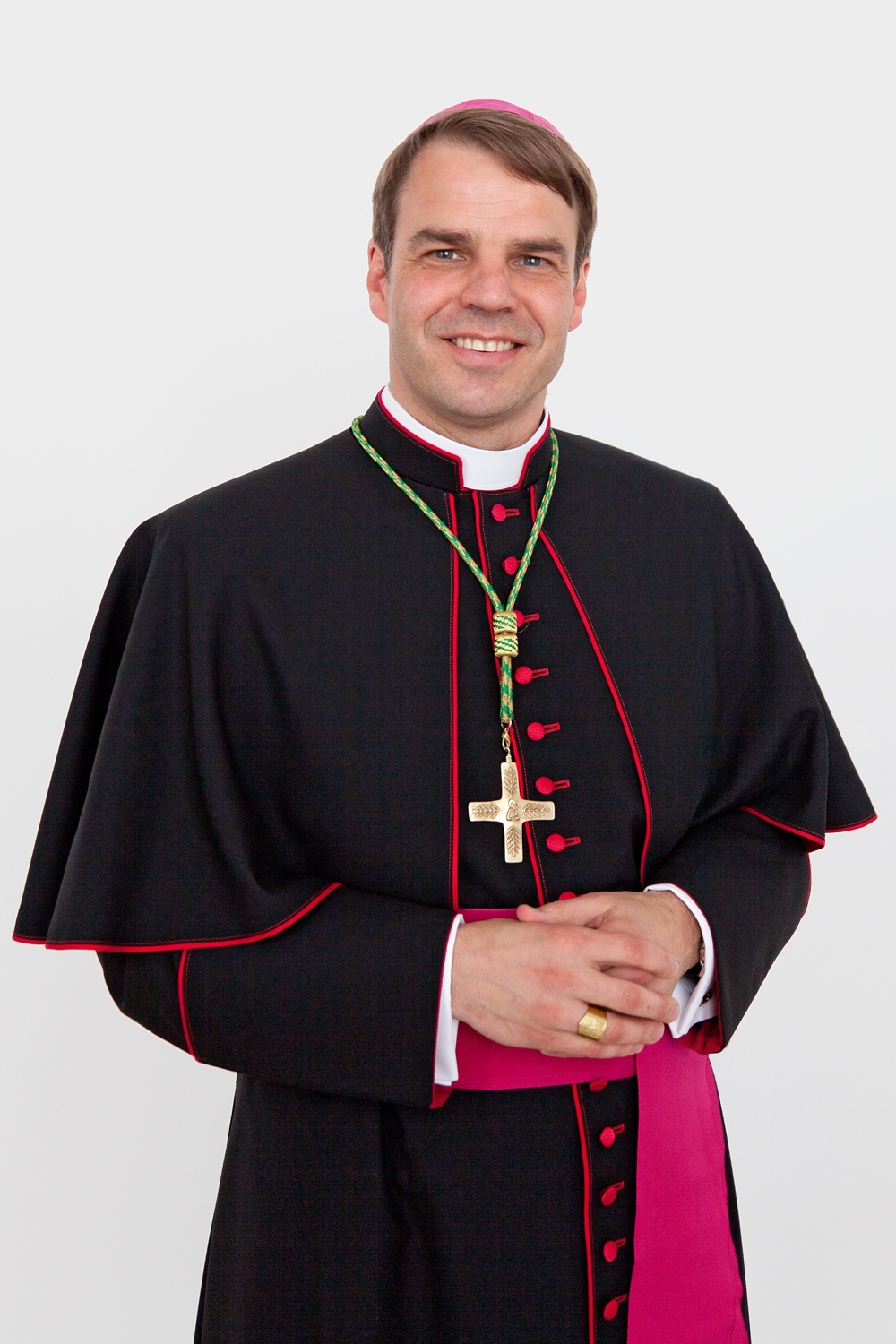
Msgr. Stefan Oster, Bischof von Passau (2014)

Monsignore ist die Anrede für einen Priester der römisch-katholischen Kirche, dem ein päpstlicher Ehrentitel (d. h. Päpstlicher Ehrenkaplan, Päpstlicher Ehrenprälat, Apostolischer Protonotar) verliehen wurde. Alle Träger eines päpstlichen Ehrentitels zählen zur  Päpstlichen Familie.

## Wortherkunft
Monsignore ist ein italienisches Wort für „mein Herr“ und wird im Deutschen mit Msgr. abgekürzt. Wo ein Geistlicher im deutschen Sprachraum als Monsignore angesprochen wird, handelt es sich meist um einen Päpstlichen Ehrenkaplan, der diesen Titel meist als Dechant erhalten hat.

## Verleihungspraxis
Papst Franziskus entschied 2014, künftig die Titel eines Päpstlichen Ehrenprälaten und Apostolischen Protonotars nicht mehr und den eines Päpstlichen Ehrenkaplans nur noch an verdiente Kleriker ab einem Alter von 65 zu verleihen. Bereits verliehene Titel bleiben bestehen. Bereits um die Mitte der 1980er Jahre war unter Papst Johannes Paul II. die Verleihung des als Amt des Päpstlichen Hauses geltenden Titels eines Päpstlichen Thronassistenten eingestellt worden.

## Verwendung als Anrede
In vielen Ländern, z. B. Frankreich, Belgien, den Niederlanden und – für die Sprache an der römischen Kurie maßgeblich – Italien, werden alle höheren Geistlichen unterhalb des Kardinals (d. h. Prälaten, Bischöfe, Erzbischöfe und lateinische Patriarchen) mit Monsignore (Mons.) bzw. Monseigneur (Mgr.) angesprochen, im italienischen Schriftverkehr erkennbar durch S. E. Mons. (Sua Eccellenza Monsignor) für Bischöfe und S. Em. (Sua Eminenza il Cardinal) für Kardinäle.